# Соборная площадь (Львов)
Собо́рная пло́щадь, ранее Бернардинская площадь — площадь в центральной части Львова, в Галицком районе.
Площадь находится между Галицкой площадью и улицей Ивана Франко.

## История

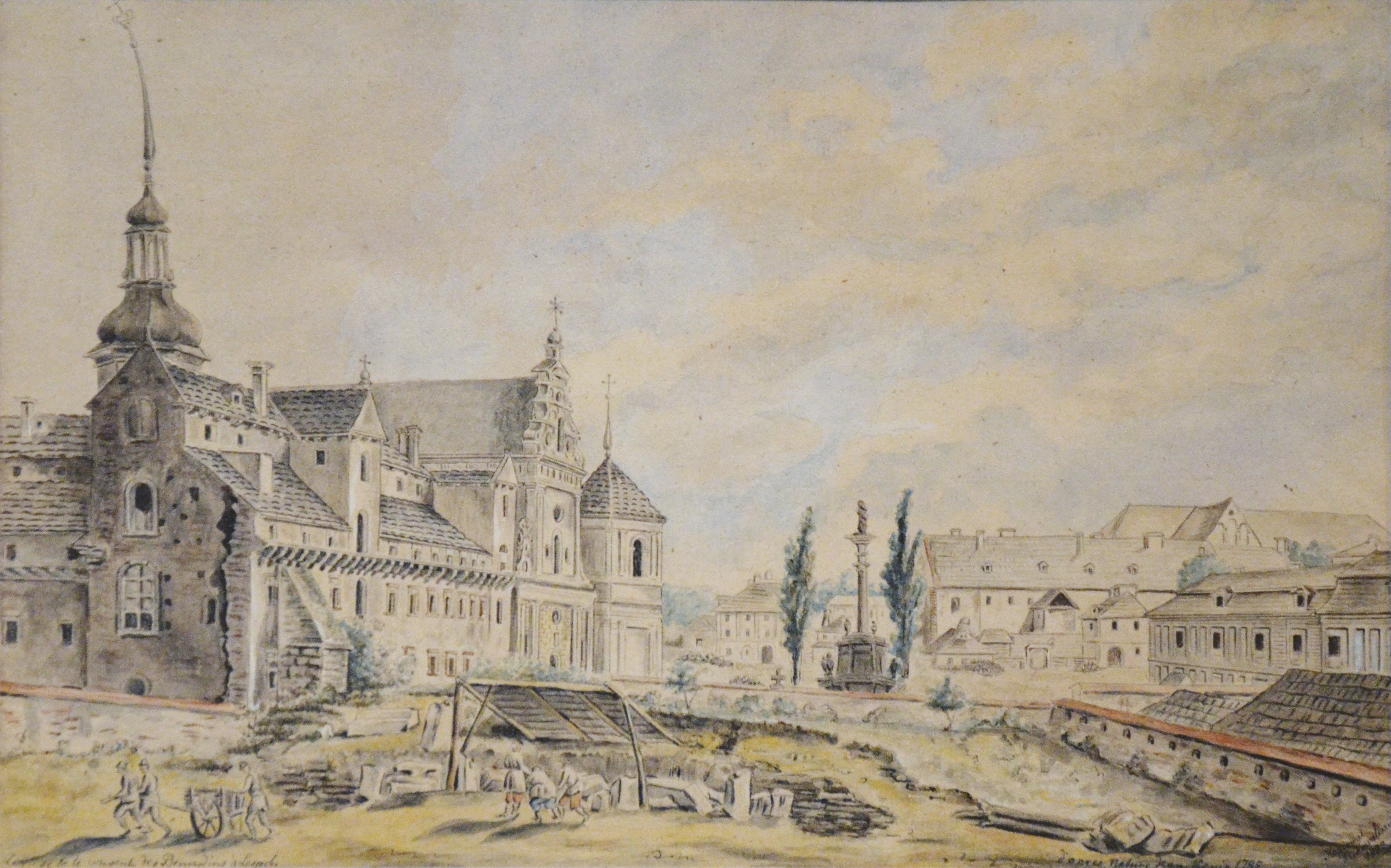
Вид на Бернардинскую площадь, 1795 год

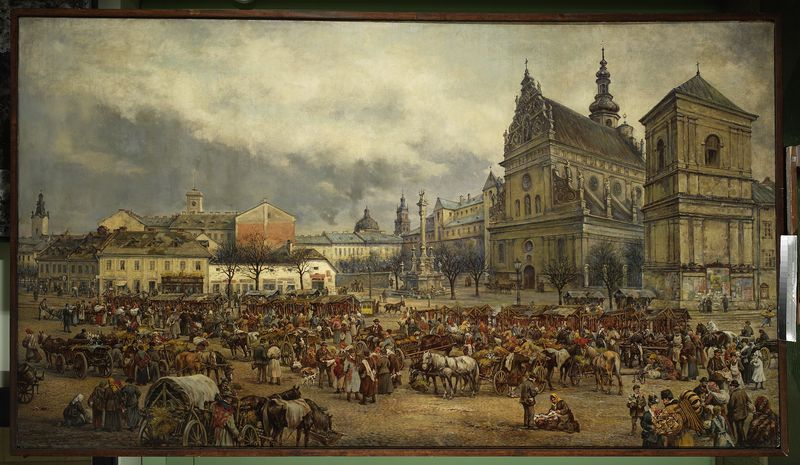
Рынок перед Пасхой на Бернардинской площади во Львове, в 1895 году

Впервые упоминается в 1650 году как Бернардинская площадь вероятнее всего из-за Бернардинский монастырь. Если учесть, что костел и монастырь был заложен возле юго-восточного угла городских фортификаций ещё в 1460 году львовским старостой Андреем Одровонжем, то название появляется лишь после открытия нового каменного костела (1600—1630). Впоследствии монастырь был укреплен стенами и башнями и стал составной частью оборонительной системы Львова. После того Глинянская дорога, которая до того проходила от Галицкой брамы вдоль южного края городских укреплений, вынуждена была обходить Бернардинский монастырь, перед которым возник большая площадь, от которого, кроме Глинянского тракта, отходила ещё и Волоский путь, следовавший нынешними улицами Франка и Зелёной к Волощины.
Площадь начала застраиваться в начале 19 века на месте разобранных австрийцами южных укреплений Бернардинского монастыря.
Между современными площадью Соборной и улицей Франко ещё в конце XIX века разбили небольшой сквер с лавочками, который неизменным сохранился до сих пор, а напротив ул. Пекарской находился колодец.
По имени этого монастыря площадь получила первоначальное название — Бернардинская. В мае 1880 года через площадь началось движение конных трамваев к площади Мытной, а с 30 декабря 1908 года по этой линии начали ездить электрические трамваи, на улицу Панскую (нынешняя Ивана Франко). В 2003 году была демонтирована трамвайная колея со стороны площади Галицкой и устроено кольцо для разворачивания трамваев (маршрут № 3).
В 1960-х была разобрана стена между улицами Валовой и площадью Соборной, и, таким образом, к последней был присоединён сквер Бернардинского монастыря.

## Названия
- Первоначально называлась — Бернардинская площадь.
- При немецкой оккупации Львова — Бернгардпляц
- В октябре-декабре 1945 года площадь Черняховского
- В 1946—1993 годах площадь Воссоединения, в честь воссоединения Западной Украины с Украинской ССР в сентябре 1939.
- С 1993 года площадь Соборная (от слова «соборность»), в честь «акта соединения ЗУНР и УНР», провозглашённого 22 января 1919 года на Софийской площади в Киеве.

## Застройка и примечательные здания
В архитектурном ансамбле площади Соборной преобладают классицизм и историзм. Подавляющее большинство домов на площади Соборной внесены в реестр памятников архитектуры местного значения.
- Дом № 1, дом построен в 1902 году по проекту Львовского архитектора Карела Боублика в стиле барокко. Декор его проектировал архитектор Эдгар Ковач. Памятник архитектуры местного значения № 29. С 1772 года в здании располагалась аптека «Под венгерской короной», модернистский интерьер которой сохранился до сих пор. Сейчас здесь находится интерактивная аптека-музей «Тайная аптека». При Польше в этом доме также работала парикмахерская Ставяжа.
- Дом № 2, Каменица, построенная в 1901-1902 годах по проекту Львовского архитектора Карела Боублика по заказу Якуба Пиперс-Поратинского в стиле барокко. При Польше в здании располагались магазины: кухонной посуды Рехлера, швейных машин «Зингер», трико и чулок Паулы Бергшайн, а также оптовая продажа мяса Пужинской, парикмахерская Гольдмана и журнальная лавка[5]. В этой Каменице в 1893-1926 годах жил известный польский художник Тадеуш Рыбковский. Ещё в конце 2000-х годов здесь находился офис компании «Информационные системы» и кафе-бар «на Соборной». Кафе-бар остался, а бывшее помещение телекоммуникационной компании сейчас занимают ресторация «Львовская мануфактура кофе» и кафе «Селфікава». Дом внесен в Реестр памятников архитектуры местного значения под охранным № 30-г[4].
- Дом № 2-А, угловая здание, построенное в 1901-1902 годах за проектом львовского архитектора Карела Боублика на заказ Якуба Пиперс-Поратинского в стиле барокко. По Польше в доме содержались бухгалтерско-ревизионное бюро Рудольфа Горовица и бюро юридической помощи Людвика Бачинского. В течение 1906-1914 и 1921-1927 годов здесь было расположено Консульское агентство Французской Республики. В 1950-х годах здесь была швейная артель «Трудовик», 1960-1990 годах — детское ателье «Звездочка». До 2016 одно из помещений занимало отделение «Родовид банка» в 2016-2018 годах — магазин «Обувь», сейчас пустует. Другое помещение ещё до 2018 года занимало детское ателье, ныне здесь «бигос паб». Дом внесен в реестр памятников архитектуры местного значения под охранным № 31-м[4].
- Дом № 3, жилой дом, в котором по Польше содержались кондитерская Пастернака и магазин оружия Копчинской, в 1950-х годах — мастерские по ремонту музыкальных инструментов и кожаных изделий и чулок «Капрон», в 1960-1980-х годах — мастерская по ремонту часов и слесарско–механическая мастерская по изготовлению замков и ключей. Сейчас здесь ювелирные салоны "Каштан» и «Димакс»и мастерская "ключи". Дом внесен в Реестр памятников архитектуры местного значения под охранным № 869-м[4].
- Дом № 3-А, комплекс бывшего Бернардинского монастыря с храмом Святого Андрея, двумя башнями, колонной Святого Яна из Дукли и колодцем, накрытым альтанкой. Дом является памятником архитектуры местного значения № 341. В состав комплекса также входят дома Центрального Государственного исторического архива Украины во Львове[6] и Института «Укрзападпроектреставрация»[7].
- Дом № 5, здание построено в 1860-х годах, до 1960-х годов гостиница «Варшавская» (Hotel «Warszawskі»), перестроенная позже под на общежитие для военнослужащих. Сейчас этот адрес имеет салон-парикмахерская "Гламур". Дом внесен в Реестр памятников архитектуры местного значения под охранным № 565-м[4].
- Дом № 6, здание Главной военной команды Галичины, построенное в 1839-1840 годах по проекту архитекторов Флориана Ондерки и Вильгельма Шмида. Трехэтажный дом комендатуры является типичным примером стиля бидермайер. Во времена Австро-Венгрии здесь содержался XI корпус австрийского войска, в межвоенный период — командование львовского округа VI корпуса войска польского. С 1944 года и ныне — прокуратура Львовского гарнизона. Дом внесен в Реестр памятников архитектуры местного значения под охранным № 566-м[4].
- дом № 7, шестиэтажное здание бывшего отеля «Краковский» была построена в 1913-1914 годах по проекту Львовского архитектора Михала Лужецкого (при участии Эдмунда Жиховича) в стиле сецессии, на месте старого одноимённого отеля. При Польше этот адрес имели фотоателье "Марион" и парикмахерская "Смоляне". С советского периода — Апелляционный суд Львовской области и Львовский научно-исследовательский институт судебных экспертиз. От 1990-х годов одно из помещений первого этажа занимала лавка львовской фабрики бумажно-беловых изделий «Библьос». Дом внесен в реестр памятников архитектуры местного значения под охранным № 33-м.[4]
- Дом № 9, с советского периода — палата адвокатов Лычаковского района г. Львова и салон красоты "ЧешуЯ". Дом внесен в реестр памятников архитектуры местного значения под охранным № 34-м[4].
- Дом № 10, жилой дом. При Польше здесь помещался цветочный салон " Флорианка»[8]. В 1950-х годах здесь работала мастерская по ремонту обуви, в 1960-1990 — магазин «Спорттовары», в 1990-2000-х годах — продуктовый магазин «Домашний магазин», магазин «Швейные машины» и салон мобильной связи «Life». Впоследствии сервисный центр «Бош», магазин «Щирецькі ковбаси» и магазин дешевых товаров «Все от 1 гривны». Помещение, которое занимали «Щирецькі ковбаси», сейчас арендует салон обуви «Подиум». Дом внесен в Реестр памятников архитектуры местного значения под охранным № 35-м[4].
- Дом № 11, при Польше здесь размещался магазин электротехнических товаров Дрешера, а в советское время — магазин «посуда и хозяйственные товары». Сейчас - "блины на площади бернардинцев, магазин одежды» XXL «и кофейня-магазин "Чоколядка". Дом внесен в реестр памятников архитектуры местного значения под охранным № 36-м[4].
- Дом № 12, при Польше здание занимали предприятие по производству ковровых дорожек Семяновского и магазин кухонной посуды Шимеля. В 1950-1960 годах — артель «Соцстрой», парикмахерская и ремонт трикотажных изделий. Коммерческие помещения первого этажа сейчас занимают аптека "Биомед «и паб»Lawson". Дом внесен в реестр памятников архитектуры местного значения под охранным № 37-м[4].
- Дом № 12-А, до 1939 года здесь содержались магазин духов Енгелькрайса и Шорра и фабрика металлических кроватей Возачинського, а в советское время — магазин «Овощи». В 2001-2004 годах здание перестроили. Сейчас здесь находится офисный центр. Дом внесен в Реестр памятников архитектуры местного значения под охранным № 1222-м[4].
- Дома № 14, 15 - в Каменице под № 14 помещался отель " Паллас»[9], который после 1944 года назывался — гостиница «Колхозная». Также в 1950 — х годах этот же адрес имела шашлычная, а в 1960-1980 годах-магазин «рыба». В доме под № 15 до 1939 года помещался магазин офисной мебели Возачинского. Дома внесены в Реестр памятников архитектуры местного значения под охранными № 1223-м и 567-м соответственно[4]. В 2007-2008 годах оба дома были разобраны, а в 2014 году на этом месте возведено здание, в котором содержится ТЦ «Роксолана».
- Дом № 16 — Галицкий рынок. В 1891 году Львовский городской совет с целью устройства городского рынка выкупил земельные участки Бесядецких и Саврацкого на границе Галицкой там Бернардинской площадей. В следующем году венская фирма «Энд и Горн» осуществила строение образцово оборудованного рынка, компактно расположенного в плотной застройке центральной части города. Так появился рынок Галицкого пригорода Львова, известного ныне, как Галицкий рынок[10]. Дом № 17 - Каменицу возведено в 1875 году по проекту Львовского архитектора Михала Фехтера для общества львовских столяров[11]. При Польше здесь содержались ювелирный магазин Банка, книжный магазин Ласского, магазин кухонной посуды Кацера и пошив белья «Centrum», в 1950-х годах — мастерская по ремонту часов. Ещё в советское время на первом этаже дома открыт магазин «Промтовары», который был закрыт в конце 1990-х годов и пустовал. 22 декабря 2017 года Львовский городской совет продала на аукционе этот дом. Соответственно, бюджет города пополнился на 460 688 гривен, а в доме появился теперь новый владелец[12].

## Памятники
- Колонна Святого Яна из Дукли.
- На площади Соборной в межвоенный период планировалось сооружение памятника генералу Тадеушу Розвадовскому. 18 июня 1930 года образовали Комитет по строительству памятника, но идея так и не была реализована[13].
- На площади планировалось установление монумента к 20-летию «воссоединения украинских земель. С 15 мая по 15 ноября 1956 года проведен соответствующий конкурс проектов, избраны победители. Сам процесс сооружения монумента затягивался и лишь 20 марта 1969 года Совет Министров УССР издал постановление «О сооружении в городе Львове монумента в честь воссоединения украинских земель в едином Украинском советском социалистическом государстве», но монумент так и не был построен, а только на фасаде дома на площади Соборной, 1, была установлена памятная таблица из белого мрамора, на которой было написано: «В названии этой площади увековечены большое историческое событие — воссоединение в едином Украинском советском государстве всех украинских земель»[14].

## Мемориальные, памятные доски
На стене башни-колокольни бывшего Бернардинского монастыря 16 мая 1956 года, по случаю 20-летия столкновений рабочих с полицией во время похорон безработного Владислава Козака в апреле 1936 года, была установлена памятная таблица из серого гранита с надписью: «На этой площади 16 апреля 1936 г. полицией была расстреляна массовая антифашистская демонстрация трудящихся Львова».
22 января 2003 года на фасаде здания Военной комендатуры Львовского гарнизона установлена памятная таблица (скульптор Иван Самотос), которая извещает о том, что здесь в ноябре 1918 года работал первый комендант Львова полковник Николай Маринович. На фасаде дома, на площади Соборной, 11 установлена мемориальная таблица, которая оповещает о том, что здесь в 1955-1969 годах жил епископ и священноисповедник веры, местоблюститель УГКЦ, Блаженный Василий Величковский.

## Музеи
В доме на площади Соборной, 1 расположен интерактивный музей " D.S. Тайная аптека ". В доме под № 11 в октябре 2007 года открыт и посвящен музей блаженного священномученика Василия (Величковского). Музей расположен в квартире № 3, в которой на протяжении 1955-1969 годов жил о. Василий Величковский.